# 小風秀雅
小風 秀雅（こかぜ ひでまさ、1951年 - ）は、日本の歴史学者。専門は日本近代史（対外関係史・交通史）。学位は、文学博士（東京大学・論文博士・1995年）。お茶の水女子大学名誉教授、立正大学人文科学研究所研究員、交通史学会会長。

## 人物・経歴
神奈川県出身。県立湘南高校卒。東京大学文学部卒。
1995年、東京大学より博士（文学）の学位を取得。
お茶の水女子大学大学院人間文化研究科教授。2017年3月、お茶の水女子大学定年退職。2018年より立正大学文学部史学科教授。2022年3月、立正大学を定年退職。

## 著書

### 単著
- 『帝国主義下の日本海運 - 国際競争と対外自立』（山川出版社） 1995
- 『近代日本と国際社会』（放送大学教育振興会） 2004
- 『湘南の風景 茅ヶ崎・海と緑の近代史』（茅ヶ崎市、茅ヶ崎市史ブックレット11） 2009

### 編著
- 『アジアの帝国国家』（吉川弘文館、日本の時代史23） 2004
- 『日本近現代史』（放送大学教育振興会） 2009

### 共著
- 『相模湾上陸作戦 第二次大戦終結への道』（大西比呂志, 栗田尚弥共著、有隣堂） 1995
- 『萬鉄五郎と茅ヶ崎の風景』（吉城寺尚子共著、茅ヶ崎市、茅ヶ崎市史ブックレット3） 2001
- 『日本交通史辞典』（丸山雍成, 中村尚史共著、吉川弘文館） 2003

### 共編著
- 『和田豊治日記 実業の系譜 大正期の財界世話役』（大豆生田稔, 阿部武司, 松村敏共編著、日本経済評論社） 1993
- 『日本近現代史研究事典』（鳥海靖, 松尾正人共編著、東京堂出版） 1999
- 『「東アジア」の時代性』（貴志俊彦, 荒野泰典共編著、溪水社） 2005